# Вальдбилиг
Вальдбилиг (люкс. Waldbëlleg, фр. Waldbillig) — коммуна в Люксембурге, располагается в округе Гревенмахер. Коммуна Вальдбилиг является частью кантона Эхтернах. В коммуне находится одноимённый населённый пункт.
Население составляет 1389 человек (на 2008 год), в коммуне располагаются 433 домашних хозяйств. Занимает площадь 23,28 км² (по занимаемой площади 38 место из 116 коммун). Наивысшая точка коммуны над уровнем моря составляет 387 м. (72 место из 116 коммун), наименьшая 186 м. (21 место из 116 коммун).